# Villotte-sur-Ource
Villotte-sur-Ource település Franciaországban, Côte-d’Or megyében. Lakosainak száma 106 fő (2022. január 1.). Villotte-sur-Ource Bissey-la-Côte, Brion-sur-Ource, Courban, Maisey-le-Duc és Prusly-sur-Ource községekkel határos.

## Népesség
A település népessége az elmúlt években az alábbi módon változott:
| Lakosok száma | 86   | 86   | 105  | 113  | 123  | 125  | 113  | 104  | 114  | 106  |
|               | 1968 | 1982 | 1990 | 2006 | 2013 | 2015 | 2017 | 2019 | 2020 | 2022 |